# Austrolimnophila diacanthophora
Austrolimnophila diacanthophora là một loài ruồi trong họ Limoniidae. Chúng phân bố ở miền Australasia.